# Montcornet (Ardennes)
Montcornet ist eine französische Gemeinde mit 299 Einwohnern (Stand: 1. Januar 2022) im Département Ardennes in der Region Grand Est; sie gehört zum Arrondissement Charleville-Mézières und zum Kanton Bogny-sur-Meuse.

## Geographie
Montcornet liegt etwa neun Kilometer nordwestlich von Charleville-Mézières im Wald der Ardennen und im 2011 gegründeten Regionalen Naturpark Ardennen. Umgeben wird Montcornet von den Nachbargemeinden Renwez im Westen und Norden, Sécheval im Nordosten, Damouzy im Osten und Südosten, Arreux im Süden sowie Cliron im Süden und Südwesten.

## Geschichte
Die Bahnstrecke Asfeld–Montcornet bestand von 1909 bis 1957.
Am 1. September 1973 bildeten die bisherigen Gemeinden Montcornet und Cliron die neue Gemeinde Montcornet-en-Ardenne. Am 1. Januar 1989 wurden diese aufgelöst und die bisherigen Gemeinden wiedererrichtet.

## Bevölkerungsentwicklung
| Einwohner                  | 175 | 221 | 230 | 214 | 218 | 231 | 267 | 323 | 309 | 299 |
| Quellen: Cassini und INSEE |     |     |     |     |     |     |     |     |     |     |

## Sehenswürdigkeiten
- Kirche Sainte-Madeleine mit Turm aus dem 12. Jahrhundert, seit 1923 Monument historique
- Kapelle Jeanne de Montcornet
- Burgruine von Montcornet

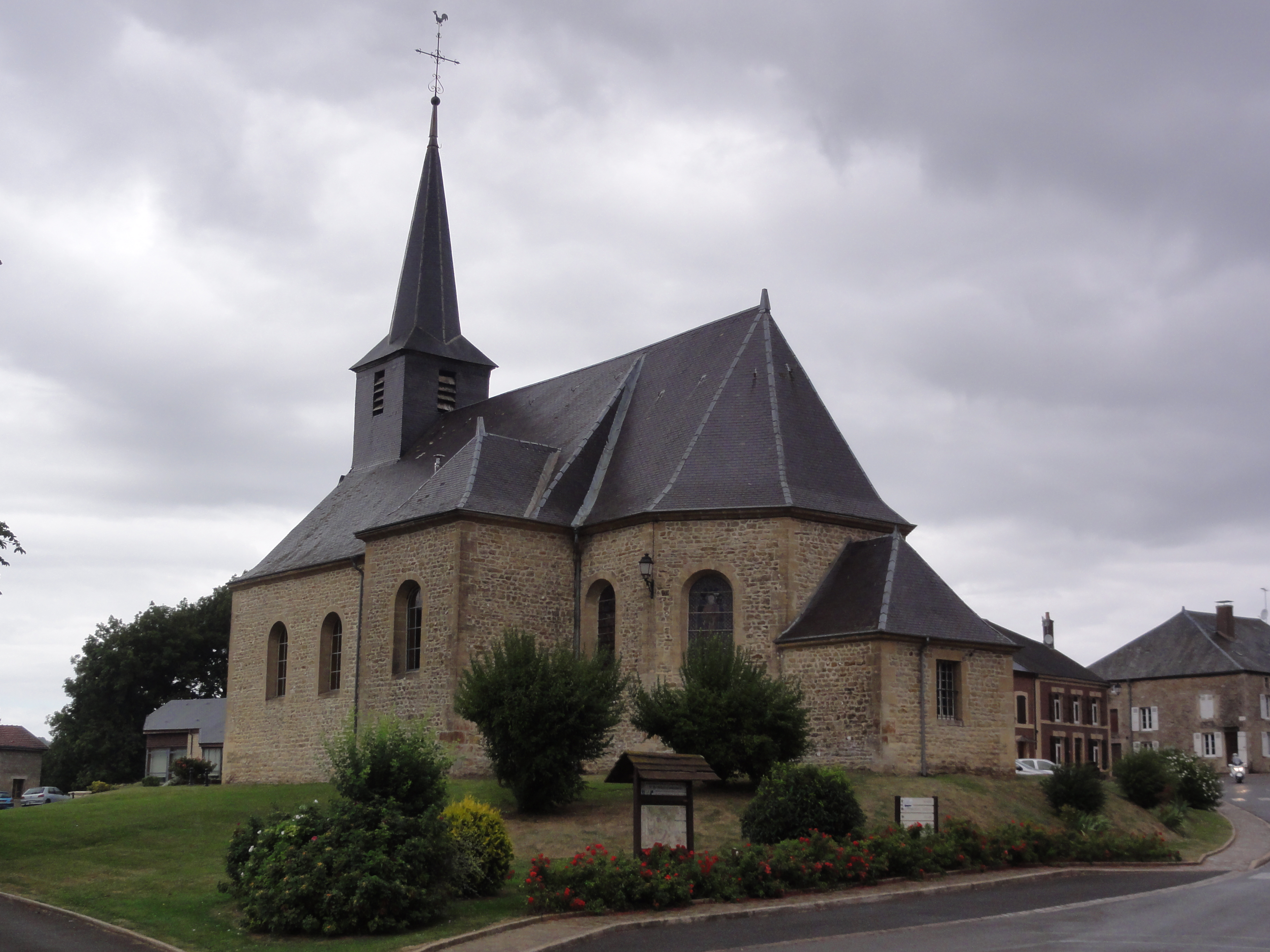
Kirche Sainte-Madeleine
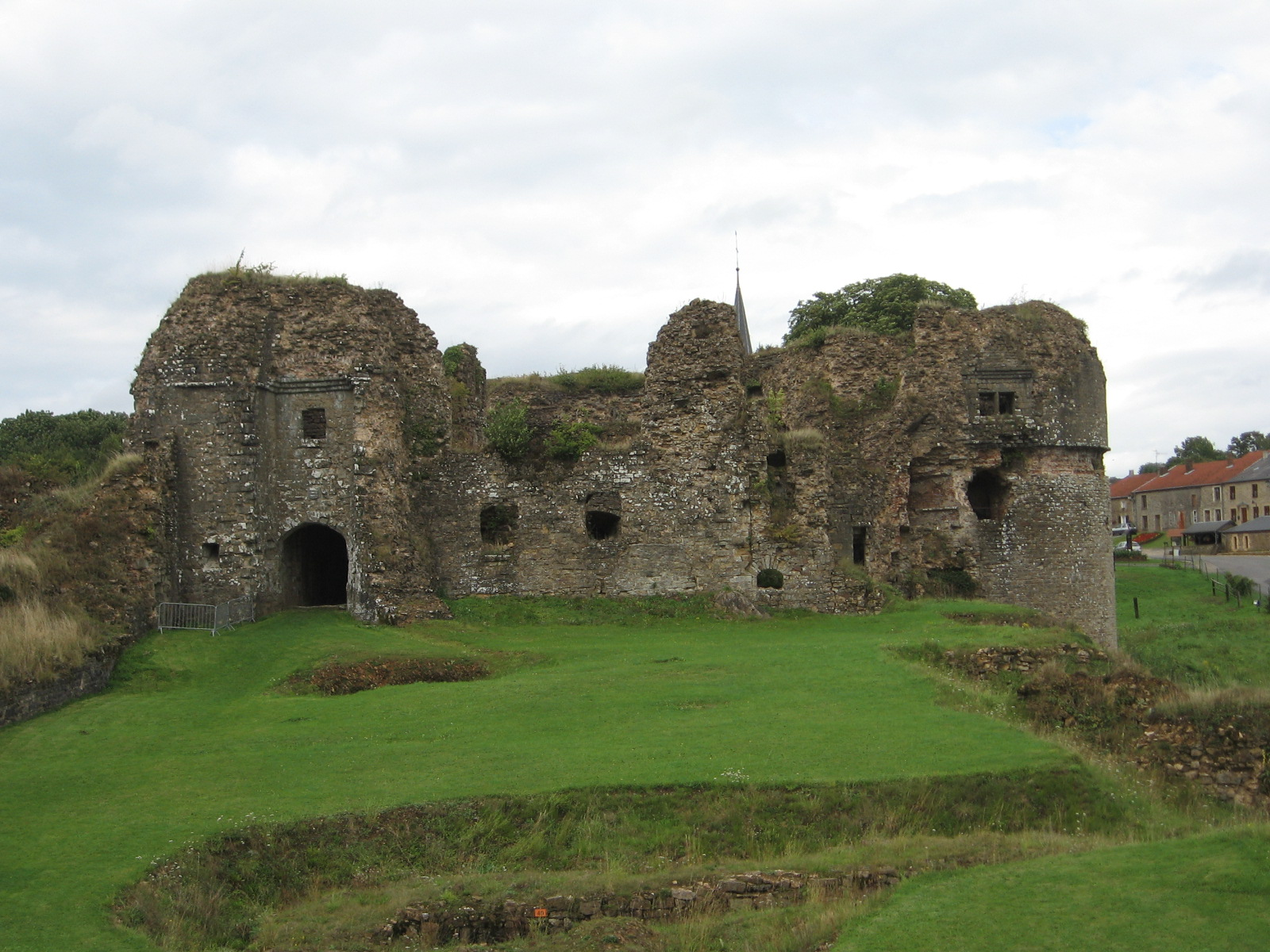
Burgruine